# 3823 Yorii
3823 Yorii eller 1988 EC1 är en asteroid i huvudbältet som upptäcktes den 10 mars 1988 av de båda japanska astronomerna Masaru Arai och Hiroshi Mori vid Yorii-observatoriet i Japan. Den har fått sitt namn efter den japanska orten Yorii.
Asteroiden har en diameter på ungefär 12 kilometer.